# Арбен Малай
Арбен Малай (алб. Arben Malaj; нар. 19 вересня 1961, Вльора) — албанський економіст і політик. Був Міністром фінансів і економіки Албанії з 1997 по 2005, член парламенту з 1997 (Соціалістична партія).
Закінчив фінансовий відділ факультету економіки Тиранського університету і Гарвардський інститут державного управління імені Джона Ф. Кеннеді. Доцент у галузі економічних наук, доктор економіки.